# Auloue
Die Auloue ist ein Fluss in Frankreich, der im Département Gers in der Region Okzitanien verläuft. Sie entspringt im Gemeindegebiet von L’Isle-de-Noé, entwässert generell  Richtung Nord bis Nordwest durch ein dünn besiedeltes Gebiet und mündet nach rund 45 Kilometern am nördlichen Ortsrand von Valence-sur-Baïse als rechter Nebenfluss in die Baïse.

## Orte am Fluss
(Reihenfolge in Fließrichtung)
- Saint-Jean-le-Comtal
- Ordan-Larroque
- Castéra-Verduzan
- Ayguetinte
- Valence-sur-Baïse